# (11948) Жюстинэнен
(11948) Жюстинэнен (нидерл. Justine Henin) — астероид внешней части главного пояса, который был открыт 18 августа 1993 года бельгийским астрономом Эриком Эльстом в исследовательском центре CERGA и назван в честь бельгийской теннисистки Жюстин Энен.

Орбита астероида Жюстинэнен и его положение в Солнечной системе